# 王芳 (正德辛巳進士)
王芳（1489年—？），字元采，湖廣荊州府石首縣人，軍籍，明朝政治人物。

## 生平
湖廣鄉試第三十一名舉人。正德十六年（1521年）中式辛巳科會試第三十一名，登第三甲第一百八十八名進士。以公事降調宿州判官。

## 家族
曾祖王宗智；祖父王俸，曾任八品散官；父王伯載，母夏氏，具庆下。